# Directorium in publicis et cameralibus
Directorium in publicis et cameralibus (česky Ředitelství pro záležitosti administrativní a finanční) byl rakouský úřad, vzniklý spolu s Nejvyšším soudním úřadem za první vlny tereziánských reforem v roce 1749. Svou působností nahrazoval českou dvorskou a rakouskou dvorskou kancelář, jednalo se tedy o první pokus o spojenou správu českých a rakouských zemí. Úřad zanikl v roce 1761, kdy byl nahrazen Českou a rakouskou spojenou dvorskou kanceláří.
Koncepci úřadu navrhl Fridrich Vilém Haugwitz, který také po celou dobu fungování stál v čele (nejprve jako prezident, od roku 1753 s titulem nejvyšší český a první rakouský kancléř). Zrušení directoria roku 1761 souvisí s krachem Haugwitzových reforem, o což se zasloužil Václav Antonín z Kounic.